# 亨德里克·奥赫尔
亨德里克·奥赫尔（德語：Hendrik Ochel，1969年2月26日—），德国前男子手球运动员。他曾代表德国国家队参加1992年夏季奥林匹克运动会手球比赛，结果队伍获得第10名。